# Ronde van het Baskenland (vrouwen)
De Ronde van het Baskenland voor vrouwen, ook bekend als Itzulia Women, is een meerdaagse wielerwedstrijd in het Baskenland.

## Geschiedenis
De Itzulia Women kan gezien worden als opvolger van de Emakumeen Bira, de meerdaagse rittenkoers door Baskenland die in 2018 toetrad tot de UCI Women's World Tour en na de editie van 2019 ophield te bestaan.
In 2021 stond de huidige wedstrijd voor het eerst op de kalender, maar vanwege de aanhoudende coronapandemie werd de wedstrijd ingekort tot één dag en werd verreden als vrouweneditie van de Clásica San Sebastián 2021.

## Edities

### 2022
In 2022 werd van 13 tot en met 15 mei voor het eerst een Ronde van Baskenland voor vrouwen verreden onder de naam Itzulia Women. De wedstrijd werd opgenomen in de UCI Women's World Tour 2022.
De eerste editie werd gewonnen door de Nederlandse Demi Vollering, die alle drie etappes won en tevens het puntenklassement. Haar ploeggenote bij SD Worx, Niamh Fisher-Black won het jongerenklassement en de Zwitserse Elise Chabbey (Canyon-SRAM) het bergklassement. Het team van DSM won het ploegenklassement.

### 2023
De tweede editie van deze wedstrijd vond plaats van 12 tot en met 14 mei. De eerste twee etappes werden gewonnen door Demi Vollering. Met een solo van dertien kilometer won de Zwitserse Marlen Reusser de derde en laatste etappe. Zij had een voorsprong opgebouwd die meer dan genoeg was om ook de leidster in het eindklassement te worden. Daarnaast won Reusser ook het puntenklassement. Het bergklassement was voor Demi Vollering. Het ploegenklassement was voor hun beider ploeg Team SD Worx. Het jongerenklassement werd gewonnen door de Nieuw-Zeelandse Ella Wyllie van Lifeplus Wahoo.

### 2024
Van 10 tot en met 12 mei werd de derde editie verreden. De eerste twee etappes werden gewonnen door de Nederlandse Mischa Bredewold en de derde etappe werd gewonnen door Demi Vollering. Door de overwinning in deze laatste etappe wist ze het eind-, punten- en bergklassement te winnen. Het jongerenklassement ging net als de vorige editie naar de Nieuw-Zeelandse Ella Wyllie, dit jaar voor Liv AlUla Jayco uitkomend. SD Worx-Protime won het ploegenklassement. SD Worx-Protime heeft met de eindoverwinningen van Vollering en Reusser de eerste drie edities van de Itzulia Women gewonnen evenals alle negen etappes.

## Lijst van winnaars

### Meervoudige winnaars
| Overwinningen | Renster        | Jaren            |
| ------------- | -------------- | ---------------- |
| 3             | Demi Vollering | 2022, 2024, 2025 |

### Overwinningen per land
| Overwinningen | Land        |
| ------------- | ----------- |
| 3             | Nederland   |
| 1             | Zwitserland |

Mannen:
1924 · 1925 · 1926 · 1927 · 1928 · 1929 · 1930 · 1931–1934 · 1935 · 1936–1968 · 1969 · 1970 · 1971 · 1972 · 1973 · 1974 · 1975 · 1976 · 1977 · 1978 · 1979 · 1980 · 1981 · 1982 · 1983 · 1984 · 1985 · 1986 · 1987 · 1988 · 1989 · 1990 · 1991 · 1992 · 1993 · 1994 · 1995 · 1996 · 1997 · 1998 · 1999 · 2000 · 2001 · 2002 · 2003 · 2004 · 2005 · 2006 · 2007 · 2008 · 2009 · 2010 · 2011 · 2012 · 2013 · 2014 · 2015 · 2016 · 2017 · 2018 · 2019 · 2020 · 2021 · 2022 · 2023 · 2024 · 2025
Vrouwen: 
2022 · 2023 · 2024 · 2025
World Cup:
1998 · 
1999 · 
2000 · 
2001 · 
2002 · 
2003 · 
2004 · 
2005 · 
2006 · 
2007 · 
2008 · 
2009 · 
2010 · 
2011 · 
2012 · 
2013 · 
2014 · 
2015
World Tour:
2016 · 
2017 · 
2018 · 
2019 · 
2020 · 
2021 ·
2022 ·
2023 ·
2024 ·
2025
Huidige koersen:
Tour Down Under · Cadel Evans Great Ocean Road Race · Ronde van de Verenigde Arabische Emiraten · Omloop Het Nieuwsblad · Strade Bianche · Ronde van Drenthe · Trofeo Alfredo Binda · Classic Brugge-De Panne · Gent-Wevelgem · Ronde van Vlaanderen · Parijs-Roubaix · Amstel Gold Race · Waalse Pijl · Luik-Bastenaken-Luik · Ronde van Chongming · Ronde van het Baskenland · Ronde van Burgos · RideLondon Classique · The Women's Tour · Ronde van Zwitserland · Copenhagen Sprint · Giro Donne · Tour de France Femmes · Ronde van Scandinavië · Classic Lorient Agglomération · Simac Ladies Tour · La Vuelta Femenina · Ronde van Romandië · Ronde van Guangxi
Voormalige koersen:
Philadelphia Cycling Classic · Ronde van Californië · Emakumeen Bira · La Course by Le Tour de France · Open de Suède Vårgårda